# Thelcticopis luctuosa
Thelcticopis luctuosa là một loài nhện trong họ Sparassidae.
Loài này thuộc chi Thelcticopis. Thelcticopis luctuosa được Carl Ludwig Doleschall miêu tả năm 1859.